# Maliattha
Maliattha is een geslacht van vlinders uit de familie van de uilen (Noctuidae). De wetenschappelijke naam van dit geslacht werd voor het eerst voorgesteld door Francis Walker in een publicatie uit 1863.

## Soorten
- Maliattha ahni Kononenko, 2000
- Maliattha albibasis (Hampson, 1902)
- Maliattha amorpha (Butler, 1886)
- Maliattha angustitaenia Warren, 1913
- Maliattha arefacta (Butler, 1879)
- Maliattha argyrochroma Hacker, 2016
- Maliattha baetica (Swinhoe, 1890)
- Maliattha bella (Staudinger, 1888)
- Maliattha berioi (Viette, 1965)
- Maliattha bernica (Viette, 1957)
- Maliattha bethunebakeri Han & Kononenko, 2012
- Maliattha bicolor Viette, 1982
- Maliattha bilineata (Hampson, 1898)
- Maliattha blandula (Guenée, 1862)
- Maliattha bojeri (Viette, 1982)
- Maliattha cadoreli (Viette, 1976)
- Maliattha caffristis (Hampson, 1910)
- Maliattha carneotincta (Kenrick, 1917)
- Maliattha chalcogramma (Bryk, 1949)
- Maliattha chionozona (Hampson, 1910)
- Maliattha comes Warren, 1913
- Maliattha commersoni Viette, 1965
- Maliattha concinnimacula (Guenée, 1852)
- Maliattha culta (Butler, 1879)
- Maliattha curvilinea Warren, 1913
- Maliattha decorina (Berio, 1954)
- Maliattha dissimilis Kononenko, 2000
- Maliattha dubiefi Viette, 1982
- Maliattha eburnea Hacker, 2016
- Maliattha erecta (Moore, 1881)
- Maliattha euryzona (Hampson, 1910)
- Maliattha ferrugina Turner, 1908
- Maliattha fervens (Hampson, 1906)
- Maliattha fuliginosa Warren, 1913
- Maliattha fuscimima Warren, 1913
- Maliattha guineana Hacker, 2016
- Maliattha guttifera Warren, 1913
- Maliattha humberti (Viette, 1965)
- Maliattha inconcisa (Butler, 1882)
- Maliattha inconcisoides Holloway, 1979
- Maliattha khasanica Zolotarenko & Dubatolov, 1995
- Maliattha lacteata Warren, 1913
- Maliattha latifasciata (Hampson, 1898)
- Maliattha lativitta (Moore, 1881)
- Maliattha lemur Viette, 1965
- Maliattha mabenora Viette, 1982
- Maliattha mabillei (Berio, 1954)
- Maliattha marginalis (Walker, 1863)
- Maliattha melanesiensis Robinson, 1975
- Maliattha minuscula Hacker, 2016
- Maliattha muluana Holloway, 2009
- Maliattha mysteriosa (Berio, 1954)
- Maliattha ninae Kononenko, 2000
- Maliattha ocellata (Saalmüller, 1891)
- Maliattha opposita (Saalmüller, 1891)
- Maliattha orbifera Ronkay & Sohn, 2004
- Maliattha papuensis (Warren, 1913)
- Maliattha pauliani (Viette, 1982)
- Maliattha perrieri Viette, 1965
- Maliattha perta (Schaus, 1893)
- Maliattha phaeozona (Hampson, 1910)
- Maliattha picata (Butler, 1889)
- Maliattha plumbata (Butler, 1889)
- Maliattha plumbitincta Hampson, 1902
- Maliattha pratti Viette, 1965
- Maliattha quadripartita (Walker, 1865)
- Maliattha rectilinea Viette, 1982
- Maliattha ritsemae (Snellen, 1880)
- Maliattha rosacea (Leech, 1889)
- Maliattha ruptifascia (Hampson, 1891)
- Maliattha sahelica Hacker, 2016
- Maliattha scapha (Saalmüller, 1891)
- Maliattha separata Walker, 1863
- Maliattha sexpartita Warren, 1913
- Maliattha signifera (Walker, 1857)
- Maliattha sogai Viette, 1965
- Maliattha subblandula Hacker, 2016
- Maliattha subcrocea Berio, 1959
- Maliattha subterminalis Warren, 1913
- Maliattha synochitis (Grote & Robinson, 1868)
- Maliattha tapaishana Kononenko, 2000
- Maliattha tegulata (Butler, 1889)
- Maliattha toulgoeti Viette, 1965
- Maliattha tsaratanana Viette, 1965
- Maliattha umbrina (Hampson, 1891)
- Maliattha varioplagata (Berio, 1954)
- Maliattha vialis (Moore, 1882)
- Maliattha volodia Ronkay & Sohn, 2004